# Parhamaxia palposa
Parhamaxia palposa är en tvåvingeart som beskrevs av Richter 1991. Parhamaxia palposa ingår i släktet Parhamaxia och familjen parasitflugor. Inga underarter finns listade i Catalogue of Life.